# IRE (Einheit)
Die Einheit IRE ist eine Maßeinheit, welche zur Bewertung der Spannung von analogen Fernsehsignalen (abgekürzt FBAS, engl. Composite Video) verwendet wird. Sie ist vor allem im nordamerikanischen Raum verbreitet und leitet sich von der Abkürzung der ehemaligen Organisation Institute of Radio Engineers (IRE) ab.

Signalverlauf des FBAS Videosignals. Zwischen der kleinsten und der größten Spannung des Signals (hier bei 1,000 V) liegen 140 IRE.

Ein Wert von 100 IRE ist definiert als der Signalhub zwischen einem schwarzen und einem weißen Videobildinhalt. Dabei entspricht 0 IRE dem schwarzen Bildinhalt und einer Spannung von 0 V. Die FBAS-Synchronisierimpulse im Bereich der Austastlücke liegen normalerweise unterhalb von 0 IRE und sind mit einem Wert von -40 IRE festgelegt. Daraus ergibt sich, dass ein FBAS-Signal von der minimalen bis zu maximalen Signalspannung 140 IRE umfasst.
Die Einheit IRE ist eine willkürliche Einheit, also relativ und dimensionslos, und wird in den Standards ITU-R BT.470 und BT.1700 zur Beschreibung der Videonorm NTSC verwendet, doch sie wird auch für andere Fernsehsignale wie PAL und SECAM benutzt.